# Erobringen af Chile
Erobringen af Chile er en periode i den chilenske historie, der indledes med Pedro de Valdivias ankomst til Chile i 1541 og afsluttes med Martín García Óñez de Loyolas død i slaget ved Curalaba i 1598 samt ødelæggelsen af de Syv Byer i Araucanía-regionen.
I den periode erobrede spanierne en række territorier, grundlagde byer, etablerede Generalkaptajnskabet Chile, men blev også besejrede, hvilket satte en foreløbig stopper for deres kolonisation mod syd. Araucokrigen fortsatte, og det lykkedes aldrig for spanierne at genskabe deres kortvarige kontrol over Araucanía syd for Biobío-floden.
| Historie | Spire Denne historieartikel er en spire som bør udbygges. Du er velkommen til at hjælpe Wikipedia ved at udvide den. |